# Опой
Опой (словац. Opoj) — село, громада округу Трнава, Трнавський край. Кадастрова площа громади — 4.62 км².
Населення 1296 осіб (станом на 31 грудня 2020 року).

## Історія
Опой згадується 1266 року.

## Населення
| Рік:            | 1994. | 2004.   | 2014.    | 2024.    |
| --------------- | ----- | ------- | -------- | -------- |
| Кількість осіб: | 788   | 801     | 1028     | 1344     |
| Різниця:        |       | +1,64 % | +28,33 % | +30,73 % |

| Рік:            | 2023. | 2024.   |
| --------------- | ----- | ------- |
| Кількість осіб: | 1335  | 1344    |
| Різниця:        |       | +0,67 % |